# Mose Allison

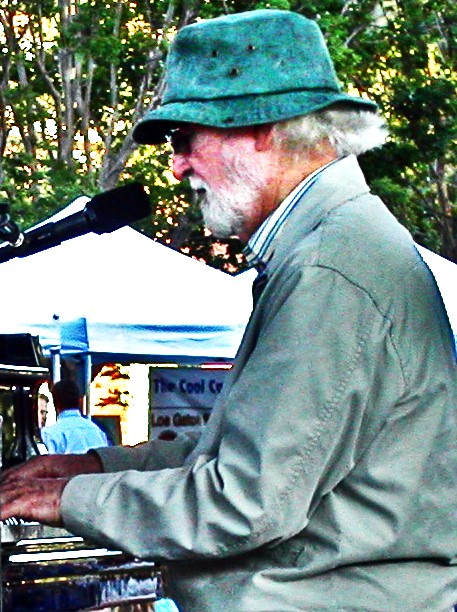
Mose Allison, 2007

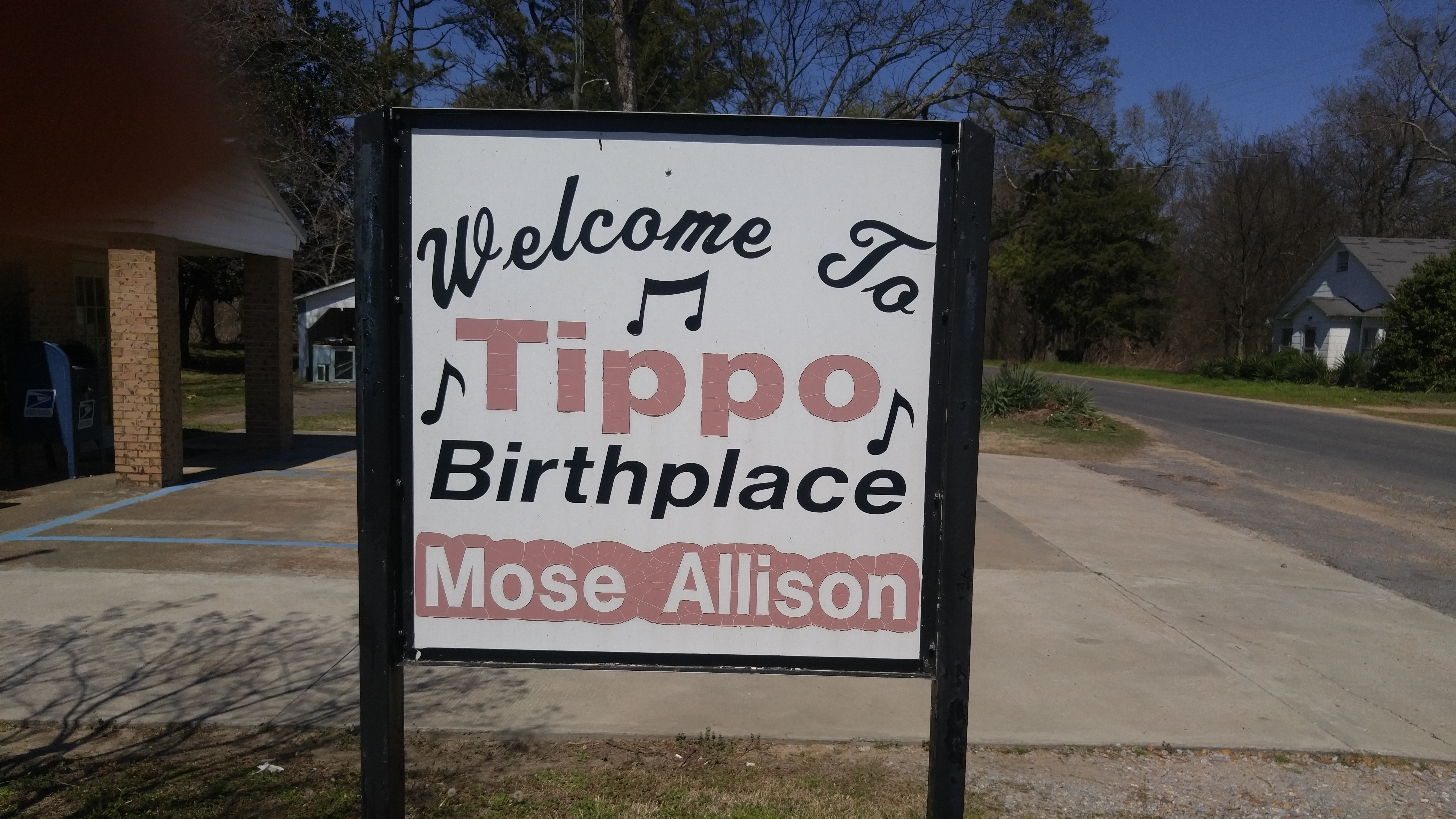
Tu się urodził Mose Allison – Tippo
w stanie Missisipi, 2018

Mose John Allison jr (ur. 11 listopada 1927 w Tippo w stanie Missisipi, zm. 15 listopada 2016 w Hilton Head Island) – amerykański muzyk jazzowy i bluesowy, pianista, wokalista oraz twórca piosenek. Laureat nagrody NEA Jazz Masters 2013. Został nią uhonorowany, albowiem jego twórczość wymykała się kategoryzacji i przez ponad pięćdziesiąt lat wywierała ogromny wpływ na muzyków, niezależnie od gatunku. Bywał nazywany „Williamem Faulknerem jazzu”.

Van Morrison: Mose Allisson to jeden z największych twórców piosenek w XX wieku

## Życiorys
Urodził się na farmie swojego dziadka w Tippo (obszar niemunicypalny) w delcie Missisipi. Jego ojcem był Mose John senior – farmer i handlowiec, oraz Maxine z d. Collins – nauczycielka. W dzieciństwie zbierał bawełnę, ale bardziej dla zabawy niż z potrzeby lub obowiązku. Mając pięć lat, zaczął ze słuchu grać boogie-woogie na domowym pianinie. W szkole średniej uczył się gry na trąbce. W radiu i z szafy grającej, znajdującej się na pobliskiej stacji benzynowej, słuchał country bluesa i jazzu. Oprócz muzyków bluesowych, m.in. Alberta Ammonsa, Big Billa Broonzy’ego i Meade’a Luxa Lewisa, inspirowali go wówczas tacy jazzmani, jak Pete Johnson, Louis Armstrong, Fats Waller, Duke Ellington, Louis Jordan i Nat „King” Cole. Swój pierwszy utwór napisał w wieku trzynastu lat. Na jego młodzieńczą twórczość duży wpływ miał wokalista rhythmandbluesowy i piosenkopisarz, twórca kilku przebojów – Percy Mayfield.
W 1945 podjął studia na Uniwersytecie Mississippi (Ole Miss), ale w następnym roku opuścił uczelnię i wstąpił do U.S. Army. Pod koniec lat 40. zakończył służbę i rozpoczął naukę na Louisiana State University. W 1952 uzyskał licencjat z filologii angielskiej oraz specjalizację (minor degree) z filozofii.
W 1956 przeniósł się do Nowego Jorku (później przez wiele lat mieszkał na Long Island). Szybko wkroczył do świata jazzu, dołączając do kręgu muzyków post-bopowych. Jego mentorem został saksofonista Al Cohn, z którym również występował i nagrywał. Grał także z innymi czołowymi jazzmanami, takimi jak Gerry Mulligan, Stan Getz, Zoot Sims i Phil Woods.
Po podpisaniu kontraktu z wytwórnią Prestige nagrał jako lider swoją pierwszą płytę: Back Country Suite. Album, nawiązujący do bluesowych tradycji delty Missisipi, został dobrze przyjęty przez słuchaczy i krytyków. W 1958 założył trio, w którym grali także gitarzysta basowy Addison Farmer oraz perkusista Nick Stabulas. W 1963 firma Prestige zgodziła się na wydanie albumu zawierającego wyłącznie piosenki. Płyta, zatytułowana Mose Allison Sings, była kompilacją utworów z jego poprzednich wydawnictw i składała się głównie ze standardów bluesowych i jazzowych. Jednak największą uwagę z jej repertuaru zwróciła stworzona przez niego piosenka Parchman Farm, która na przeszło dwadzieścia lat stała się najbardziej pożądanym na jego koncertach utworem. Tę i wiele innych jego piosenek włączyły do swojego repertuaru takie gwiazdy rocka i popu jak The Who, The Yardbirds, Eric Clapton, Manfred Mann, Van Morrison, Leon Russell, Bonnie Raitt, Blue Cheer, Ray Davies (The Kinks), Cactus, The Clash, Elvis Costello, oraz wokalistki jazzowe – Diana Krall i  Karrin Allyson. Jego twórczość miała wpływ na m.in. Jimiego Hendrixa, The Rolling Stones, Johna Mayalla, J.J. Cale’a i Toma Waitsa. Był pacyfistą o poglądach lewicowych. Brytyjski wokalista Georgie Fame stwierdził, że Allison jest ważniejszy niż Bob Dylan.
W 2008 otrzymał doktorat honorowy na Louisiana State University. Ostatnia jego płyta, The Way of the World, została wydana przez firmę niezależną w 2010, kiedy miał 83 lata. Ukazała się po przeszło dziesięcioletniej przerwie w jego działalności koncertowej i nagraniowej. W jej czasie udzielił kilku dużych wywiadów, w których bardzo krytycznie wypowiadał się na temat funkcjonowania wytwórni płytowych i ich polityki płacowej.
Zmarł z przyczyn naturalnych w swoim kalifornijskim domu w Hilton Head Island. Miał 89 lat.

### Małżeństwo i dzieci
W 1949 poślubił Audre Mae, z którą był do śmierci. Miał z nią czworo dzieci: Alissę, Amy oraz bliźnięta – Johna i Janine.

## Wybrana dyskografia

### Jako lider
- 1957 Back Country Suite (Prestige)
- 1958
  - Local Color (Prestige)
  - Young Man Mose (Prestige)
  - Creek Bank (Prestige)
- 1969 Autumn Song (Prestige)
- 1962
  - Ramblin’ with Mose (Prestige)
  - I Don’t Worry About a Thing (Atlantic)
- 1963
  - Mose Allison Sings (Prestige)
  - Swingin’ Machine (Atlantic)
- 1964 The Word from Mose (Atlantic)
- 1965 Wild Man on the Loose (Atlantic)
- 1966 Mose Alive! (Atlantic)
- 1970 Hello There, Universe (Atlantic)
- 1971 Western Man (Atlantic)
- 1972 Mose in Your Ear (Atlantic)
- 1976 Your Mind Is on Vacation (Atlantic)
- 1982 Middle Class White Boy (Elektra Musician)
- 1983 Lessons In Living (Elektra Musician)
- 1987 Ever Since the World Ended (Blue Note)
- 1994 The Earth Wants You (Blue Note)
- 1996
  - Tell Me Something – The Songs of Mose Allison with Van Morrison–Georgie Fame–Mose Allison–Ben Sidran (Verve)
  - Pure Mose (Ram Records)
- 2010 The Way of the World (ANTI–)

### Jakosideman
Z Alem Cohnem
- 1957
  - The Al Cohn Quintet Featuring Bobby Brookmeyer, (Coral Records)
  - Al and Zoot (Coral)
- 1959 Jazz Alive! – A Night at the Half Note (United Artists Records)
- 1961 Either Way – Zoot Sims and Al Cohn (Fred Miles Presents)

Ze Stanem Getzem
- 1959 The Soft Swing – The Stan Getz Quartet (Verve)

Zestawienie wg dat wydania płyt